# Dingo (film)
Dingo är en australiensisk-fransk långfilm från 1991 i regi av Rolf de Heer, med Colin Friels, Miles Davis, Helen Buday och Joe Petruzzi i rollerna.

## Rollista
| Colin Friels      | – John Anderson    |
| Miles Davis       | – Billy Cross      |
| Helen Buday       | – Jane Anderson    |
| Joe Petruzzi      | – Peter            |
| Brigitte Catillon | – Beatrice Boulain |
| Bernard Fresson   | – Jacques Boulain  |
| Bernadette Lafont | – Angie Cross      |
| Steven Shaw       | – Archie           |
| Helen Doig        | – Ruth             |
| Daniel Scott      | – Young John       |
| Chelsea Gibson    | – Young Jane       |
| Ben Mortley       | – Young Peter      |